# Bandengan (Pekalongan Utara)
Bandengan is een bestuurslaag in het regentschap Pekalongan van de provincie Midden-Java, Indonesië. Bandengan telt 5666 inwoners (volkstelling 2010).